# Negativ tilbagekobling
Negativ tilbagekobling eller modkobling er en form for tilbagekobling, hvor systemet besvarer en påvirkning ved at sætte en modsatrettet aktivitet i gang. Da processen medvirker til at fastholde de eksisterende vilkår, virker den stabiliserende på systemet, sådan at homøostase kan bibeholdes.
Der findes mange (økologiske, biologiske, sociale) typer af reguleringsmekanismer. Blandt dem kan man nævne både positive og negative tilbagekoblingssystemer. 'Positiv' and 'negativ' drejer sig ikke om ønskværdighed, men i virkeligheden kun om, hvilket fortegn man skal bruge i feedback ligningen. Den negative feedback-sløjfe virker ved at dæmpe en proces, mens den positive vil fremskynde den.
Et slående eksempel på, hvordan man kan tage fejl af behovet for positiv og negativ tilbagekobling, kan opleves i talrige skænderier. En hård bemærkning udløser en endnu hårdere modreaktion, som på sin side udløser et endnu, endnu hårdere gensvar. Dette er positiv tilbagekobling, hvor ens modreaktion forøger påvirkningen. I samme situation kan negativ tilbagekobling i form af et roligt og imødekommende svar på en provokerende bemærkning få dæmpet skænderiet og genskabt den ægteskabelige homøostase.
Et andet eksempel, omhandlende den biologiske brug af begreberne, kunne være hormonerne calcitonin og PTH (ParaThyroideaHormon). Disse virker på celler, der så at sige spiser knoglevæv. Dette udnyttes til at justere calciumkoncentrationen i blodet; stimuleres cellerne (af PTH) til at spise, hæves koncentrationen, hæmmes de (af calcitonin), falder den.
De celler, der producerer hormonerne er følsomme for calciumkoncentrationen og er således reguleret af denne. Er koncentrationen lav, stimuleres PTH-dannelsen og calcitonin-dannelsen hæmmes. Er den høj hæmmes PTH-dannelsen mens calcitonin-dannelsen stimuleres. Det ses heraf, at PTH-niveauet styres af negativ feedback mens calcitonin-niveauet er styret af positiv tilbagekobling.
Man kan med andre ord sige, at stimuleres noget af et hormon, er hormonet styret ved negativ tilbagekobling (en undtagelse er Luteiniserende hormon de sidste 36 timer inden ovulationen), men hæmmer et hormon noget, styres det af positiv tilbagekobling.

## Eksternt link
- Negativ feedback som reguleringsmekanisme Arkiveret 4. april 2004 hos  Wayback Machine